# Sant'Agostino nello studio (Botticelli Uffizi)
Sant'Agostino nello studio è un dipinto a tempera su tavola (41x27 cm) di Sandro Botticelli, databile al 1490-1495 circa e conservato nella Galleria degli Uffizi di Firenze.

## Storia
L'opera è ricordata per la prima volta da Vasari in casa di Bernardo Vecchietti, attribuita a Filippo Lippi. Già pochi anni dopo il Borghini la riteneva di Botticelli. Nel 1567 in un'esposizione all'Accademia del Disegno l'opera venne citata nuovamente come di Lippi e così ancora nel XIX secolo, finché Morelli fu il primo critico moderno a rivendicare l'attribuzione a Botticelli che non stata più messa sostanzialmente in dubbio.
La datazione si basa su dati stilistici ed è in genere assegnata alla produzione tarda dell'ultimo decennio del Quattrocento, quando l'artista iniziava a vivere quella crisi mistico-religiosa legata alle predicazioni di Girolamo Savonarola. La monumentalità dell'architettura l'accosta all'Annunciazione di Cestello (1489-1490), mentre il gusto miniaturistico farebbe pensare alle Storie di Giuditta (Scoperta del cadavere di Oloferne e Ritorno di Giuditta a Betulia, 1472 circa). In ogni caso le citazioni dell'architettura romana presuppongono che l'opera sia stata eseguita dopo il soggiorno del 1482.
Esiste una stampa di Paolo Lasinio che ritrae l'opera, pubblicata da Gozzini in "Galleria di Firenze Illustrata", tomo III, tav. CXXI.

## Descrizione e stile
Sant'Agostino è ritratto nel suo studio all'interno di una nicchia dalla fastosa architettura alla romana. Il soggetto è puramente contemplativo, non vi sono accenni alla visione miracolosa di san Girolamo come nel pannello della predella della Pala di San Marco.
Il santo sta seduto su uno scranno, rialzato da una pedana, dove attende alla scrittura e alla lettura. Accanto a lui si trova un armadio a muro colmo di volumi e a sinistra si apre una porta. Un elemento dinamico, sempre presente nelle opere di Botticelli, è dato dalla tenda scostata, che scorre lungo una pertica fissata all'altezza della linea d'imposta dell'arco. L'architettura mostra una volta a botte con lacunari al di sopra di un cornicione sporgente, che genera un arco a tutto sesto con la ghiera decorata da un festone scolpito. Due medaglioni ai lati dell'arco presentano finti bassorilievi entro ghirlande vegetali, che ritraggono due personaggi di profilo nello stile delle rappresentazioni degli imperatori romani, mentre la lunetta sullo sfondo è decorata da una Madonna col Bambino: si tratta di una sorta di mediazione culturale che l'autore sottintende tra Umanesimo e Cristianesimo che ispira la figura del santo, patrono ideale di tutti gli uomini di cultura.
Una colorita nota quotidiana sono i fogli stracciati che si trovano sul pavimento, forse ispirata a un'esperienza reale di Botticelli, magari presso i frati agostiniani di Santo Spirito a Firenze.